# Troa de Epiro

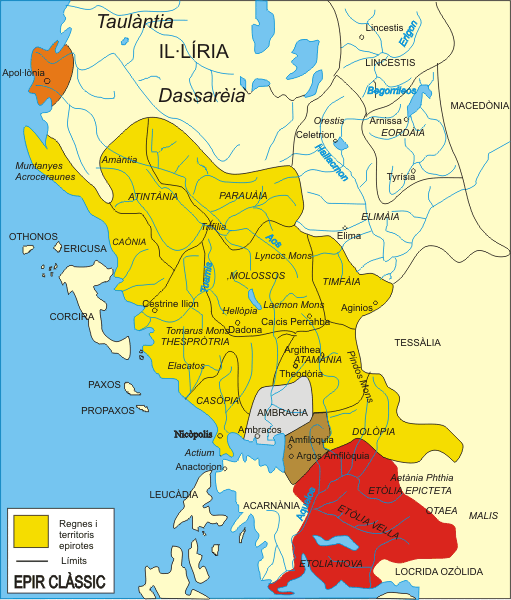
Mapa de Molosia, Epiro, Iliria y regiones y reinos aledaños o limítrofes.

Troa o Troada (en griego antiguo: Τρωάδα) es el nombre de una reina del Epiro del siglo IV a. C.
Era hija del rey Neoptólemo de Epiro, y hermana mayor de Olimpia (madre del conquistador Alejandro Magno) y Alejandro de Epiro (conocido por Alejandro, el Moloso). Esta Troa fue la abuela paterna de una princesa llamada también Troa, hija de Eácides I de Epiro.

### Primeros años
Troa de Epiro, nacida alrededor del año 377 a. C. y fallecida en fecha desconocida, fue la hija primogénita del rey Neoptólemo I de Epiro y nieta del rey Alcetas I de Epiro.
En los comienzos de su vida se crio en la corte de Epiro junto a su hermana Olimpia, quien sería la futura madre del conquistador Alejandro Magno. 
A diferencia de su hermana Olimpia, que se caracterizó por su impulsividad, orgullo, energía y fuerte temperamento, Troa era dócil y, ante una situación que a ella no le agradaba, callaba pese a que las mujeres de Epiro tenían fuerte personalidad.
Su familia se consideraba descendiente de Aquiles, un héroe de la antigua Grecia, hijo de Peleo y de la diosa Tetis.
El rey Neoptólemo era agradable con sus hijas y procuraba que recibieran una esmerada educación por parte de los maestros.
Durante el año 362 a. C., la familia real se alegró con el nacimiento del hijo primogénito varón, que fue llamado Alejandro, pero sufrieron la muerte de la reina que se produjo después del nacimiento del niño.

### Juventud
Su padre era un monarca dócil dominado por su hermano, el príncipe Arribas.
Dos años después del nacimiento de Alejandro, el rey Neoptólemo murió repentinamente y los príncipes quedaron bajo la custodia de Arribas, que fue el regente del reino —en calidad de rey—, hasta que Alejandro alcanzó la mayoría de edad. Cabe destacar que Troa detestaba a su tío y temía lo peor. Su temor se hizo realidad cuando la obligó a casarse con él; lo único positivo que tenía para ella dicha boda es que sería la reina de su país.
En el año 357 a. C., su hermana Olimpia contrajo matrimonio con el rey macedonio Filipo II, con el propósito de lograr la unión de ambos reinos. Olimpia, que sentía alivio de escapar de su desagradable tío, fue a vivir a Macedonia llevándose consigo al príncipe Alejandro de Epiro, que tenía cinco años de edad.

### Últimos años
Troa de Epiro le dio a su esposo, el rey Arribas, dos hijos varones cuyos nombres eran, Eácides y Alcetas. Cuando pasaron los años, el rey Filipo II consideró que debía reinar su cuñado Alejandro de Epiro, y para tal fin, obligó con firmeza al rey Arribas a que se retirara del trono. Como no le quedaba otra alternativa hizo lo que el rey de Macedonia le pidió, dejando el trono a su sobrino. Troa de Epiro acompañó a su esposo al exilio al sur de la actual Grecia.
En lo que respeta a los últimos años de Troa se desconoce, ya que su vida perdió el interés de los historiadores. Por último, cabe destacar que después de la extinción de los descendientes de Alejandro de Epiro, los descendientes de Troa de Epiro tomaron las riendas del reino de Epiro, primero su hijo Eácides fue consagrado rey, y años después reinó su nieto Pirro de Epiro (318-272 a. C.)